# La Scène (album)
Albums de Pierre Bachelet
Quelque part... c'est toujours ailleurs Les Lolas
La Scène est le 4e album enregistré en public de Pierre Bachelet, sorti en 1991 chez AVREP (BMG France).
Cet album reprend l'enregistrement partiel d'un concert de la tournée qui a suivi la parution de l'album Quelque part... c'est toujours ailleurs. Il comprend 3 chansons inédites : Le Chêne, La Dame de compagnie et Le Mur, ainsi qu'une version longue inédite de Un ami qui s'en va. Il comporte également un medley regroupant quelques-uns de ses succès reliés entre eux par la chanson Dernier bal aux paroles réécrites.

## Liste des titres
| No  | Titre                   | Paroles          | Musique                                          | Durée |
| --- | ----------------------- | ---------------- | ------------------------------------------------ | ----- |
| 1.  | Yé yé les tambours      | Jean-Pierre Lang | Pierre Bachelet                                  | 3:18  |
| 2.  | Le Chêne                | Jean-Pierre Lang | Pierre Bachelet                                  | 3:12  |
| 3.  | La Dame de compagnie    | Georges Bégoud   | Pierre Bachelet - Bernard Levitte                | 2:56  |
| 4.  | Le Déversoir            | Jean-Pierre Lang | Pierre Bachelet                                  | 3:30  |
| 5.  | No man's land           | Jean-Pierre Lang | Pierre Bachelet                                  | 3:10  |
| 6.  | Le Mur                  | Jacques Rosny    | Pierre Bachelet - Bernard Levitte                | 2:51  |
| 7.  | L'Homme en blanc        | Jean-Pierre Lang | Pierre Bachelet                                  | 4:20  |
| 8.  | Le Testament de l'océan | Jean-Pierre Lang | Pierre Bachelet                                  | 3:26  |
| 9.  | Medley                  |                  |                                                  | 7:15  |
|     | Dernier bal             | Jean-Pierre Lang | Pierre Bachelet - Bernard Levitte - Guy Matteoni |       |
|     | Emmanuelle              | Pierre Bachelet  | Pierre Bachelet                                  |       |
|     | L'Atlantique            | Pierre Bachelet  | Pierre Bachelet                                  |       |
|     | Écris-moi               | Jean-Pierre Lang | Pierre Bachelet                                  |       |
|     | En l'an 2001            | Jean-Pierre Lang | Pierre Bachelet                                  |       |
|     | Embrasse-la             | Jean-Pierre Lang | Pierre Bachelet                                  |       |
|     | Tu es là au rendez-vous | Jean-Pierre Lang | Pierre Bachelet                                  |       |
| 10. | Vingt ans               | Jean-Pierre Lang | Pierre Bachelet                                  | 4:52  |
| 11. | Un ami qui s'en va      | Jean-Pierre Lang | Pierre Bachelet                                  | 5:31  |

## Single extrait de l'album
- Le Chêne / No man's land (promo)